# Функция Фаддеевой
Функция Фаддеевой — это комплексная функция ошибок от комплексного аргумента
{\displaystyle w(z):=e^{-z^{2}}\operatorname {erfc} (-iz)=\operatorname {erfcx} (-iz)=e^{-z^{2}}\left(1+{\frac {2i}{\sqrt {\pi }}}\int _{0}^{z}e^{t^{2}}{\text{d}}t\right).}
Функция Фаддеевой связана с функцией Доусона, профилем Фойгта, интегралом Френеля и появляется в различных физических задачах при описании электромагнитных взаимодействий в средах. Функция впервые была описана и затабулирована в статье В. Н. Фаддеевой и Н. М. Терентьева.

## Свойства

### Действительная и мнимая части
Разложение на действительную и мнимую части обычно записывают как
{\displaystyle w(x+iy)=V(x,y)+iL(x,y)},
где V и L иногда называются действительной и мнимой функциями Фойгта, поскольку V(x, y) с точностью до фактора является профилем Фойгта. Если рассматривать V(x, y) как профиль поглощения спектральной линии, то L(x, y) является соответствующей ей дисперсионной кривой. Для вещественных значений аргумента, то есть при y = 0 функция L(x, y) с точность до множителя является функцией Доусона.

### Чётность
При изменении знака аргумента, функция Фаддеевой может быть записана как
{\displaystyle w(-z)=2e^{-z^{2}}-w(z)}
или
{\displaystyle w(-z)=w(z^{*})^{*}},
где * означает комплексное сопряжение.

### Интегральное представление
Функция Фаддеевой может быть представлена в виде
{\displaystyle w(z)={\frac {i}{\pi }}\int _{-\infty }^{\infty }{\frac {e^{-t^{2}}}{z-t}}dt={\frac {2iz}{\pi }}\int _{0}^{\infty }{\frac {e^{-t^{2}}}{z^{2}-t^{2}}}dt,\qquad \operatorname {Im} z>0},
то есть как свёртка Гауссовой функции и комплексного лоренцевского профиля.

## Вычислительные ресурсы
- libcerf Численная библиотека на C для вычисления комплексных функций ошибок содержит в частности функцию  w_of_z(z)  (с точностью не хуже 13 знаков), которая также используется для вычислений многих других функций в библиотеке.